# دانشگاه گالاتاسرای
دانشگاه گالاتاسرای (ترکی استانبولی: Galatasaray Üniversitesi) یک دانشگاه در شهر استانبول است.